# تصفيات كأس العالم 2010 (أوروبا)
تصفيات قارة أوروبا المؤهلة إلى بطولة كأس العالم لكرة القدم 2010 ضمت 53 منتخب من أجل التنافس على 13 بطاقة تأهل. بدأت التصفيات في 20 أغسطس 2008 بعد نهاية كأس الأمم الأوروبية لكرة القدم 2008 وانتهت في 18 نوفمبر 2009. شهدت التصفيات المشاركة الأولى لمنتخب الجبل الأسود.

## الطريقة
تم توزيع المنتخبات على 8 مجموعات تضم 6 منتخبات ومجموعة واحدة تضم 5 منتخبات. يتأهل المنتخبات التي تحتل المركز الأول مباشرة إلى بطولة كأس العالم بينما تتنافس أفضل 8 منتخبات احتلت المركز الثاني على 4 بطاقات للتأهل. من أجل اقرار العدل بين جميع المنتخبات تم حذف نتائج المنتخبات التي احتلت المركز الثاني مع المنتخب صاحب المركز السادس.

## الدور الأول

### التوزيع
قررت اللجنة التنفيذية التابعة للاتحاد الأوروبي لكرة القدم عدم اعتماد الطريقة السابقة في توزيع المنتخبات وذلك على ضوء نتائج المشاركة في تصفيات آخر بطولتين بل اعتماد التصنيف الشهري الصادر عن الاتحاد الدولي لكرة القدم في 27 سبتمبر 2007. تم إجراء القرعة في مدينة إسطنبول التركية ذلك حسب قواعد وأنظمة الاتحاد الدولي لكرة القدم.
تم توزيع المنتخبات حسب الجدول التالي.
| الفئة الأولى                                                                                 | الفئة الثانية                                                                      | الفئة الثالثة                                                                                         | الفئة الرابعة                                                                             | الفئة الخامسة                                                                            | الفئة السادسة                                                                            |
| -------------------------------------------------------------------------------------------- | ---------------------------------------------------------------------------------- | --- | ----------------------------------------------------------------------------------------- | ---------------------------------------------------------------------------------------- | ---------------------------------------------------------------------------------------- |
| إيطاليا · إسبانيا · ألمانيا · جمهورية التشيك · فرنسا · البرتغال · هولندا · كرواتيا · اليونان | إنجلترا · رومانيا · إسكتلندا · تركيا · بلغاريا · روسيا · بولندا · السويد · إسرائيل | النرويج · أوكرانيا · صربيا · الدنمارك · أيرلندا الشمالية · جمهورية أيرلندا · فنلندا · سويسرا · بلجيكا | سلوفاكيا · البوسنة والهرسك · المجر · مولدوفا · ويلز · مقدونيا · بيلاروس · ليتوانيا · قبرص | جورجيا · ألبانيا · سلوفينيا · لاتفيا · آيسلندا · أرمينيا · النمسا · كازاخستان · أذربيجان | ليختنشتاين · إستونيا · مالطا · لوكسمبورغ · الجبل الأسود · أندورا · جزر فارو · سان مارينو |

### القرعة
تم إجراء القرعة في ديربان بجنوب أفريقيا في 25 نوفمبر 2007. تم اختيار منتخبات الفئة السادسة ثم منتخبات الفئة الخامسة ثم منتخبات الفئة الرابعة وهكذا.
| المنتخب                                        |
| ---------------------------------------------- |
| منتخبات تأهلت مباشرة إلى بطولة كأس العالم 2010 |
| منتخبات تأهلت إلى الدور الثاني                 |

### المجموعة الأولى
| المنتخب  | لعب | فوز | تعادل | خسر | له | عليه | فرق | النقاط |
| -------- | --- | --- | ----- | --- | -- | ---- | --- | ------ |
| الدنمارك | 10  | 6   | 3     | 1   | 16 | 5    | 11+ | 21     |
| البرتغال | 10  | 5   | 4     | 1   | 17 | 5    | 12+ | 19     |
| السويد   | 10  | 5   | 3     | 2   | 13 | 5    | 8+  | 18     |
| المجر    | 10  | 5   | 1     | 4   | 10 | 8    | 2+  | 16     |
| ألبانيا  | 10  | 1   | 4     | 5   | 6  | 13   | 0   | 7      |
| مالطا    | 10  | 0   | 1     | 9   | 0  | 26   | 0   | 1      |

### المجموعة الثانية
| المنتخب   | لعب | فوز | تعادل | خسر | له | عليه | فرق | النقاط |
| --------- | --- | --- | ----- | --- | -- | ---- | --- | ------ |
| سويسرا    | 10  | 6   | 3     | 1   | 18 | 8    | 10+ | 21     |
| اليونان   | 10  | 6   | 2     | 2   | 20 | 10   | 10+ | 20     |
| لاتفيا    | 10  | 5   | 2     | 3   | 18 | 15   | 3+  | 17     |
| إسرائيل   | 10  | 4   | 4     | 2   | 20 | 10   | 10+ | 16     |
| لوكسمبورغ | 10  | 1   | 2     | 7   | 4  | 25   | 17- | 5      |
| مولدوفا   | 10  | 0   | 3     | 7   | 6  | 18   | 12- | 3      |

### المجموعة الثالثة
| المنتخب          | لعب | فوز | تعادل | خسر | له | عليه | فرق | النقاط |
| ---------------- | --- | --- | ----- | --- | -- | ---- | --- | ------ |
| سلوفاكيا         | 10  | 7   | 1     | 2   | 22 | 10   | 12  | 22     |
| سلوفينيا         | 10  | 6   | 2     | 2   | 18 | 4    | 14  | 20     |
| جمهورية التشيك   | 10  | 4   | 4     | 2   | 17 | 6    | 11  | 16     |
| أيرلندا الشمالية | 10  | 4   | 3     | 3   | 13 | 9    | 4   | 15     |
| بولندا           | 10  | 3   | 2     | 5   | 19 | 14   | 5   | 11     |
| سان مارينو       | 10  | 0   | 0     | 10  | 1  | 47   | -47 | 0      |

### المجموعة الرابعة
| المنتخب    | لعب | فوز | تعادل | خسر | له | عليه | فرق | النقاط |
| ---------- | --- | --- | ----- | --- | -- | ---- | --- | ------ |
| ألمانيا    | 0   | 0   | 0     | 0   | 0  | 0    | 0   | 0      |
| روسيا      | 0   | 0   | 0     | 0   | 0  | 0    | 0   | 0      |
| فنلندا     | 0   | 0   | 0     | 0   | 0  | 0    | 0   | 0      |
| ويلز       | 0   | 0   | 0     | 0   | 0  | 0    | 0   | 0      |
| أذربيجان   | 0   | 0   | 0     | 0   | 0  | 0    | 0   | 0      |
| ليختنشتاين | 0   | 0   | 0     | 0   | 0  | 0    | 0   | 0      |

### المجموعة الخامسة
| المنتخب         | لعب | فوز | تعادل | خسر | له | عليه | فرق | النقاط |
| --------------- | --- | --- | ----- | --- | -- | ---- | --- | ------ |
| إسبانيا         | 0   | 0   | 0     | 0   | 0  | 0    | 0   | 0      |
| تركيا           | 0   | 0   | 0     | 0   | 0  | 0    | 0   | 0      |
| بلجيكا          | 0   | 0   | 0     | 0   | 0  | 0    | 0   | 0      |
| البوسنة والهرسك | 0   | 0   | 0     | 0   | 0  | 0    | 0   | 0      |
| أرمينيا         | 0   | 0   | 0     | 0   | 0  | 0    | 0   | 0      |
| إستونيا         | 0   | 0   | 0     | 0   | 0  | 0    | 0   | 0      |

### المجموعة السادسة
| المنتخب   | لعب | فوز | تعادل | خسر | له | عليه | فرق | النقاط |
| --------- | --- | --- | ----- | --- | -- | ---- | --- | ------ |
| إنجلترا   | 0   | 0   | 0     | 0   | 0  | 0    | 0   | 0      |
| كرواتيا   | 0   | 0   | 0     | 0   | 0  | 0    | 0   | 0      |
| أوكرانيا  | 0   | 0   | 0     | 0   | 0  | 0    | 0   | 0      |
| بيلاروس   | 0   | 0   | 0     | 0   | 0  | 0    | 0   | 0      |
| كازاخستان | 0   | 0   | 0     | 0   | 0  | 0    | 0   | 0      |
| أندورا    | 0   | 0   | 0     | 0   | 0  | 0    | 0   | 0      |

### المجموعة السابعة
| المنتخب  | لعب | فوز | تعادل | خسر | له | عليه | فرق | النقاط |
| -------- | --- | --- | ----- | --- | -- | ---- | --- | ------ |
| صربيا    | 0   | 0   | 0     | 0   | 0  | 0    | 0   | 0      |
| فرنسا    | 0   | 0   | 0     | 0   | 0  | 0    | 0   | 0      |
| النمسا   | 0   | 0   | 0     | 0   | 0  | 0    | 0   | 0      |
| ليتوانيا | 0   | 0   | 0     | 0   | 0  | 0    | 0   | 0      |
| رومانيا  | 0   | 0   | 0     | 0   | 0  | 0    | 0   | 0      |
| جزر فارو | 0   | 0   | 0     | 0   | 0  | 0    | 0   | 0      |

### المجموعة الثامنة
| المنتخب         | لعب | فوز | تعادل | خسر | له | عليه | فرق | النقاط |
| --------------- | --- | --- | ----- | --- | -- | ---- | --- | ------ |
| إيطاليا         | 0   | 0   | 0     | 0   | 0  | 0    | 0   | 0      |
| جمهورية أيرلندا | 0   | 0   | 0     | 0   | 0  | 0    | 0   | 0      |
| بلغاريا         | 0   | 0   | 0     | 0   | 0  | 0    | 0   | 0      |
| قبرص            | 0   | 0   | 0     | 0   | 0  | 0    | 0   | 0      |
| الجبل الأسود    | 0   | 0   | 0     | 0   | 0  | 0    | 0   | 0      |
| جورجيا          | 0   | 0   | 0     | 0   | 0  | 0    | 0   | 0      |

### المجموعة التاسعة
| المنتخب  | لعب | فوز | تعادل | خسر | له | عليه | فرق | النقاط |
| -------- | --- | --- | ----- | --- | -- | ---- | --- | ------ |
| هولندا   | 0   | 0   | 0     | 0   | 0  | 0    | 0   | 0      |
| النرويج  | 0   | 0   | 0     | 0   | 0  | 0    | 0   | 0      |
| إسكتلندا | 0   | 0   | 0     | 0   | 0  | 0    | 0   | 0      |
| مقدونيا  | 0   | 0   | 0     | 0   | 0  | 0    | 0   | 0      |
| آيسلندا  | 0   | 0   | 0     | 0   | 0  | 0    | 0   | 0      |

### ترتيب المنتخبات صاحبة المركز الثاني
بسبب أن مجموعة واحدة تتكون من 5 منتخبات فقد تم حذف نتائج صاحب المركز السادس في المجموعات الثمانية من أجل اقرار العدل بين جميع المجموعات. نتيجة لذلك تم اختيار أفضل 8 منتخبات للعب في الدور الثاني.
| أسطورة                         |
| ------------------------------ |
| منتخبات تأهلت إلى الدور الثاني |

| المجموعة | المنتخب         | لعب | فاز | تعادل | خسر | له | عليه | +\- | نقاط |
| -------- | --------------- | --- | --- | ----- | --- | -- | ---- | --- | ---- |
| 4        | روسيا           |     | 5   | 1     | 2   | 15 | 6    | +9  | 16   |
| 2        | اليونان         |     | 5   | 1     | 2   | 16 | 9    | +7  | 16   |
| 6        | أوكرانيا        |     | 4   | 3     | 1   | 10 | 6    | +4  | 15   |
| 7        | فرنسا           |     | 4   | 3     | 1   | 12 | 9    | +3  | 15   |
| 3        | سلوفينيا        |     | 4   | 2     | 2   | 10 | 4    | +6  | 14   |
| 5        | البوسنة والهرسك |     | 4   | 1     | 3   | 19 | 12   | +7  | 13   |
| 1        | البرتغال        |     | 3   | 4     | 1   | 9  | 5    | +4  | 13   |
| 8        | جمهورية أيرلندا |     | 2   | 6     | 0   | 8  | 6    | +2  | 12   |
| 9        | النرويج         |     | 2   | 4     | 2   | 9  | 7    | +2  | 10   |

### قواعد الترتيب
1. مجموع النقاط.
2. فارق الأهداف.
3. الأهداف المسجلة لصالحه.
4. الأهداف المسجلة لصالحه خارج ملعبه.
5. الانضباط السلوكي (البطاقة الصفراء -1 نقطة، بطاقتين صفراوين في نفس المباراة -3 نقاط، البطاقة الحمراء -3 نقاط، بطاقة صفراء ثم بطاقة حمراء مباشرة -4 نقاط)
6. القرعة

## الدور الثاني
الدور الثاني من تصفيات أوروبا والمعروفة باسم مرحلة إخراج المغلوب تتنافس فيه 8 منتخبات احتلت المركز الثاني في مجموعات الدور الأول. الفائزون في مجموع المباراتين يتأهلون إلى بطولة كأس العالم.

### التوزيع والقرعة
في سبتمبر 2009 أعلن الاتحاد الدولي لكرة القدم بأنه سيجري قرعة الدور الثاني حسب التصنيف الشهري للمنتخبات الصادر عنه في 16 أكتوبر 2009. أفضل 4 منتخبات في التصنيف وضعت على الفئة الأولى والباقي في الفئة الثانية على أن يلتقي منتخب من الفئة الأولى مع منتخب من الفئة الثانية وتم إجراء القرعة من أجل تحديد صاحب ملعب مباراة الذهاب.
| الفئة الأولى | الفئة الأولى |
| المنتخب      | تصنيف        |
| ------------ | ------------ |
| روسيا        | 6            |
| فرنسا        | 10           |
| اليونان      | 12           |
| البرتغال     | 17           |

| الفئة الثانية   | الفئة الثانية |
| المنتخب         | تصنيف         |
| --------------- | ------------- |
| أوكرانيا        | 25            |
| جمهورية أيرلندا | 38            |
| البوسنة والهرسك | 46            |
| سلوفينيا        | 54            |

### المباريات
| الفريق الأول    | إجم.        | الفريق الثاني   | مباراة الذهاب | مباراة الإياب   |
| --------------- | ----------- | --------------- | ------------- | --------------- |
| جمهورية أيرلندا | 1–2         | فرنسا           | 0–1           | 1–1 (وقت إضافي) |
| البرتغال        | 2–0         | البوسنة والهرسك | 1–0           | 1–0             |
| اليونان         | 1–0         | أوكرانيا        | 0–0           | 1–0             |
| روسيا           | 2–2 (ه. ا.) | سلوفينيا        | 2–1           | 0–1             |

## الهدافون
تم تسجيل 725 هدف في 268 مباراة عن طريق 399 لاعب بمعدل 2.71 هدف لكل مباراة. منتخب إنجلترا سجل أكبر عدد من الأهداف حيث سجل 34 هدف بينما لم يسجل منتخب مالطا أي هدف علما بأنه سجل لاعبان بالخطأ في مرماه. أفضل هداف كان اليوناني ثيوفانيس غيكاس برصيد 10 أهداف.
ملاحظة: الأهداف التي تم تسجيلها في الدور الثاني مدرجة.
10 أهداف
- ثيوفانيس غيكاس

9 أهداف
- إدين دجيكو
- واين روني

7 أهداف
- ميروسلاف كلوزه
- دافيد فيا

6 أهداف
| - مارك يانكو - ويسلي سونك - لوكاس بودولسكي | - روبي كين - إيليانوف باردا - إيبي سمولاريك | - ستانيسلاف شيستاك - أندريه شيفتشينكو |

5 أهداف
| - تسيمافي كالاتشوف - زفيزدان ميسيموفيتش - ديميتار برباتوف - ميلان باروش | - سورين لارسين - جوناتان يوهانسون - رومان بافليوتشينكو - ميلان يوفانوفيتش | - ميليفوي نوفاكوفيتش - أليكساندر فري - بلايس نكوفو - سيرهي نازارينكو |

4 أهداف
| - زلاتان مسلموفيتش - ميخاليس كونستانتينو - بيتر كراوتش - فرانك لامبارد | - أندريه بيير غينياك - تييري هنري - مايكل بالاك - أنجيلوس خاريستياس | - عمر الجولان - ألبيرتو جيلاردينو - توماس دانيليفيشيوس - سيماو سابروسا |

3 أهداف
| - إريون بوغداني - إدواردو - لوكا مودريتش - إيفيكا أوليتش - إيفان راكيتيتش - توماش نسيد - نيكلاس بيندتنر - جيرمان ديفو - ستيفن جيرارد - ثيو والكوت - كونستانتين فاسيلييف - نيكولا أنيلكا - فرانك ريبري | - ليفان كوبياتشفيلي - باستيان شفاينشتايغر - ساندور تورغيلي - إيدور غوديونسون - يوسي بن عيون - بن سحر - سيرغي خيزنيتشينكو - سيرغي أوستابينكو - ماريس فيرباكوفسكس - ماريوس ستانكيفيشيوس - ميركو فوسينيتش - كلاس يان هونتيلار - ديرك كاوت | - جون أرني رييسه - ناني - أندري أرشافين - كونستانتين زيريانوف - برانسلاف ايفانوفيتش - نيكولا زيغيتش - زلاتكو ديديتش - خوان مانويل ماتا - جيرارد بيكي - ديفيد سيلفا - أولوف ملبيرغ - تونكاي شانلي |

هدفين
| - إروين هوفر - فاغيف جافادوف - إيلفين مامادوف - غينادي بليزنيوك - سيارهي كارنيلينكا - فيتالي روديونوف - دميتري فيرخوفتسوف - إيميل مبينزا - سينياد إيبريتشيتش - مارتن بتروف - ديميتار تلكيسكي - ملادن بيتريتش - إفستاتيوس ألونيفتيس - كونستانتينوس كارالامبيديس - كريسيس مايكل - فاسلاف سفيركوش - كريستيان بولسن - جو كول - سيرغي زينيوف - ميكائيل فورسيل - كريم بن زيما - ويليام غالاس - فلاديمير دفاليشفيلي - ديميتريوس سالبيغيديس - جيورجيوس ساماراس - فاسيليس توروسيديس - رولاند جوهاز - كيفن دويل | - ريتشارد دن - غلين ويلان - ألبيرتو أكويلاني - دانييلي دي روسي - أنطونيو دي ناتالي - فينشينسو ياكوينتا - فيتالييس أستافييفس - ألكسندرس كونا - جيرتس كارلسونس - أندرييس روبينس - مينداوغاس كالوناس - ديان داميانوفيتش - ستيفان يوفيتيتش - مارك فان بوميل - رافائيل فان در فارت - وارن فيني - كايل لافرتي - غرانت مكان - ستيفن إيفرسن - مورتن بيدرسن - رافال بوغوسكي - آيرينيوز جيلين - ماريوس ليفاندوفسكي - روبرت ليفاندوفسكي - ماريك ساغانوويسكي - هوغو ألميدا - برونو ألفيز - ليدسون | - جورجي بوكور - سيبريان ماريكا - دينييار بيلياليتدينوف - ألكسندر كيرزهاكوف - جايمس ماكفادن - ميلوش كراسيتش - نيناد ميلياش - ماريك تشيك - ماريك هامشيك - مارتين ياكوبكو - يان كوزاك - فالتر بيرسا - روبيرت كورين - زلاتان ليوبييانكيتش - نييتش بيتشنيك - سيسك فابريغاس - ألفارو نيغريدو - ماركوس بيرغ - زلاتان إبراهيموفتش - كيم كالستروم - فيليب سينديروس - أردا توران - إيمري بيلوزوغلو - سميح شنتورك - أرتيم ميليفسكي - يفين سيليزنيوف - أندري يارمولينكو - ديفيد إدواردز |

هدف
| - أرميند دالكو - كلوديان دورو - حمدي صالحي - إيلديفونس ليما - مارك بويول - أوسكار سونيخي - روبرت أرزومانيان - غيفورغ غازاريان - هوفهانس غوهاريان - سركيس هوفسيبيان - فاهاغن ميناسيان - هنريخ مخيتاريان - ريني أوفهاوسر - أندرياس إيفانسكيتز - ستيفان ماييرهوفر - فرانز شيمر - مارتن سترينزل - رومان فالنر - ماكسيم بارداتشوف - ألكساندر هليب - فياتشيسلاف هليب - ليانيد كوفيل - بافيل سيتكو - إيهار ستاسيفيتش - ستيفين ديفور - موسى ديمبيلي - مروان فيلايني - غيل سفيرتس - دانيل فان بوتين - زلاتان بايراموفيتش - وداد إبيشيفيتش - سانيل ياهيتش - سجاد صاليحوفيتش - إمير سباهيتش - ستانيسلاف أنجيلوف - فاليري دوموفتشيسكي - بلاغوي جورجييف - رادوستين كيشيشيف - ديميتار ماكرييف - ستيلان بتروف - إيفيلين بوبوف - إيفان كلاسنيتش - نيكو كوفاتش - نيكو كرانيكار - ماريو ماندزوكيتش - أوغنين فوكوفيتش - ديميتريس خريستوفي - ماريوس إيليا - كونستانتينوس ماكريديس - إيوانيس أوكاس - مارتين فينين - ماريك يانكولوفسكي - رادوسلاف كوفاتش - ياروسلاف بلاشيل - زدينيك بوسبيخ - دانييل بوديل - ليبور سيونكو - دانييل آغر - ليون أندرياسين - دانييل ينسين - توماس كالينبيرغ - مورتن نوردستراند - ياكوب بولسين - غاريث باري - ريو فرديناند - إيميل هيسكي - جون تيري - شون رايت فيليبس - أندريس أوبر - رايو بييرويا - ساندر بوري - فلاديمير فوسكوبوينيكوف - إيغيل أ بو - أرنبيورن هانسين - بوغي لوكين - أندرياس أولسين | - سوني أولسين - شيفكي كوكي - ياري ليتمانن - نيكلاس مويساندر - روني بوروكارا - دانييل سيولوند - هانيو تيهينن - ميكا فايراينن - يوان غوركوف - سيدني غوفو - ألكسندر ياشفيلي - ليفان كينيا - توماس هيتسلبيرغر - مارسيل يانسن - سيمون رولفس - بيوتر تروخوفسكي - هايكو فيسترمان - كوستاس كاتسورانيس - أكوش بوساكي - زولتان غيرا - تاماس هاينال - زابولتش هوستي - رودولف غيرغيلي - فيغار بول غونارسون - هايدار هيليغسون - إيندريدي سيغوردسون - كريستيان أورون سيغوردسون - شون سانت ليدجر - أفيرام باروتشيان - ديفيد بن دايان - كليمي سابان - سليم طعمه - ماورو كامورانيزي - فابيو غروسو - جيامباولو بازيني - أندريا بيرلو - رينات عبدولين - روسلان بالتييف - زامبيل كوكيييف - تانات نوسيرباييف - رومان أوزدينوف - كاسبارس غوركشس - كريستابس غريبيس - دينيس إيفانوفس - فلاديميرس كوليسنيتشينكو - أندرييس بيريبلوتكينس - أليكسييس فيشناكوفس - يورييس زيغاييفس - ماريو فريك - ميكيلي بولفيرينو - ساوليوس ميكوليوناس - ألفونس ليويك - رينيه بيترز - جيف ستراسر - بوبان غرنتشاروف - فيليب إيفانوفسكي - إيلتشو ناوموسكي - غوران بانديف - أكو ستويكوف - سيرغي ألكسييف - فاليريو أندرونيتش - دينيس كالينكوف - جورجي أوفسيانيكوف - إيغور بيكوشسياك - فياسيسلاف سوفروني - رادوسلاف باتاك - أندريا ديليباشيتش - إلييرو إليا - جون هيتينغا - نايجل دي يونغ - يوريس ماثيسين - أندري أويير - روبن فان بيرسي - أرين روبين - كريس برانت - ستيفن ديفيز | - جوني إيفانز - ديفيد هيلي - غاريث مكاولي - ثورستين هيلستاد - إريك هوسيكليب - جاكوب بلاشتشيكوفسكي - بافيل بروزيك - ميهال تشيفلاكوف - ديكو - إيدينيو - راؤول ميريلس - بيبي - ميغيل فيلوسو - يوليان أبستول - رازوان كوتسيش - دورين غويان - يونوت مازيلو - فلورنتن بيتري - دوريل ستويكا - كريستيان تاناسي - فاسيلي بريزيفتسكي - سيرجي إيغناشيفيتش - بافيل بوغربنياك - إيغور سيمشوف - أندي سيلفا - كيرك برودفود - سكوت براون - ستيفين فليتشر - روس ماكورماك - زدرافكو كوزمانوفيتش - إيفان أوبرادوفيتش - ماركو بانتيليتش - نيفين سوبوتيتش - زوران توسيتش - لوبوش هانزل - فيليب هولوشكو - إريك يندريشيك - ميروسلاف كارهان - بيتر بيكاريك - مارتين شكرتيل - ميروسلاف ستوتش - أندراز كيرم - ألكسندر رادوسافلييفيتش - داليبور ستيفانوفيتش - ماركو شولير - شابي ألونسو - خوان كابدفيليا - سانتي كازورلا - أندريس إنيستا - خوانيتو - كارليس بويول - ألبيرت رييرا - ماركوس سينا - صمويل هولمن - دانييل مايستروفيتش - أندريس سفينسون - إرين دردييوك - غيلسون فيرنانديز - ستيفان غريتشنغ - بينجامين هوغل - ماركو بادالينو - هاكان ياكين - خليل ألتينتوب - مولود إردينج - سيركان يلدريم - ثروت جيتن - أوليكسي غاي - أوليغ هوسييف - ياروسلاف راكيتسكي - كريغ بيلامي - جايمس كولنز - جو ليدلي - آرون رامزي - ديفيد فوغان - سام فوكز |

هدفين عكسيين
| - كاخا كالادزه (لصالح إيطاليا) |

هدف عكسي
| - إيلديفونس ليما (لصالح أوكرانيا) - يون روي ياكوبسين (لصالح صربيا) - فيلي لامبي (لصالح روسيا) - بيتري باسانن (لصالح روسيا) - جوليين إسكوديه (لصالح رومانيا) - أفرام بابادوبولوس (لصالح لوكسمبورغ) | - كيفن كيلبان (لصالح بلغاريا) - ألكسندر كوتشما (لصالح إنجلترا) - ماريو فريك (لصالح ويلز) - إيان أزوباردي (لصالح السويد) - براين سعيد (لصالح البرتغال) | - سيفيرين غونكارتشيك (لصالح سلوفاكيا) - ميهال تشيفلاكوف (لصالح أيرلندا الشمالية) - دوريل ستويكا (لصالح صربيا) - يان دوريكا (لصالح أيرلندا الشمالية) - أشلي ويليامز (لصالح ألمانيا) 1. 2. 3. |

|}